# Lynden (Washington)
Lynden je grad u američkoj saveznoj državi Washington. Prema popisu stanovništva iz 2010. u njemu je živjelo 11.951 stanovnika.